# Адміністративний устрій Вінницького району
Адміністративний устрій Вінницького району — адміністративно-територіальний поділ Вінницького району Вінницької області на 3 селищні і 30 сільських рад, що об'єднують 54 населені пункти і підпорядковані Вінницькій районній раді. Адміністративний центр — місто Вінниця, яке має статус міста обласного значення, тому не входить до складу району.

## Список міських і сільських радВінницького району
| №  | Назва                               | Центр                 | Населені пункти                                | Площа км² | Місце за площею | Населення (2001), чол. | Місце за населенням |
| -- | ----------------------------------- | --------------------- | ---------------------------------------------- | --------- | --------------- | ---------------------- | ------------------- |
| 1  | Вороновицька селищна рада           | смт Вороновиця        | смт Вороновиця                                 | 1,008     |                 | 6406                   | 3                   |
| 2  | Деснянська селищна рада             | смт Десна             | смт Десна                                      | 0,052     |                 | 1247                   | 22                  |
| 3  | Стрижавська селищна рада            | смт Стрижавка         | смт Стрижавка с-ще Славне                      | 0,713     |                 | 9076                   | 1                   |
| 4  | Агрономічна сільська рада           | с. Агрономічне        | с. Агрономічне                                 | 1,51      |                 | 3852                   | 4                   |
| 5  | Бохоницька сільська рада            | с. Бохоники           | с. Бохоники                                    | 2,727     |                 | 1690                   | 15                  |
| 6  | Великокрушлинецька сільська рада    | с. Великі Крушлинці   | с. Великі Крушлинці                            | 1,639     |                 | 980                    | 27                  |
| 7  | Вінницько-Хутірська сільська рада   | с. Вінницькі Хутори   | с. Вінницькі Хутори                            | 2,41      |                 | 6670                   | 2                   |
| 8  | Гавришівська сільська рада          | с. Гавришівка         | с. Гавришівка                                  | 2,729     |                 | 1712                   | 13                  |
| 9  | Гуменська сільська рада             | с. Гуменне            | с. Гуменне с. Михайлівка                       | 2,592     |                 | 1691                   | 14                  |
| 10 | Дорожненська сільська рада          | с. Дорожне            | с. Дорожне                                     | 0,332     |                 | 613                    | 31                  |
| 11 | Жабелівська сільська рада           | с. Жабелівка          | с. Жабелівка                                   | 1,537     |                 | 555                    | 33                  |
| 12 | Іванівська сільська рада            | с. Іванівка           | с. Іванівка с. Цвіжин                          | 2,441     |                 | 857                    | 30                  |
| 13 | Ільківська сільська рада            | с. Ільківка           | с. Ільківка с. Горбанівка с. Рівець            | 2,19      |                 | 1281                   | 19                  |
| 14 | Комарівська сільська рада           | с. Комарів            | с. Комарів                                     | 2,19      |                 | 1190                   | 24                  |
| 15 | Ксаверівська сільська рада          | с. Ксаверівка         | с. Ксаверівка с. Лисогора                      | 1,989     |                 | 1193                   | 23                  |
| 16 | Лаврівська сільська рада            | с. Лаврівка           | с. Лаврівка с. Медвідка                        | 2,864     |                 | 1262                   | 21                  |
| 17 | Луко-Мелешківська сільська рада     | с. Лука-Мелешківська  | с. Лука-Мелешківська с. Прибузьке с. Тютьки    | 1,021     |                 | 4570                   | 5                   |
| 18 | Майданська сільська рада            | с. Майдан             | с. Майдан с. Слобода-Дашковецька               | 3,121     |                 | 862                    | 29                  |
| 19 | Малокрушлинецька сільська рада      | с. Малі Крушлинці     | с. Малі Крушлинці                              | 2,960     |                 | 1684                   | 16                  |
| 20 | Медвежо-Вушківська сільська рада    | с. Медвеже Вушко      | с. Медвеже Вушко                               | 2,144     |                 | 1753                   | 12                  |
| 21 | Мізяківсько-Хутірська сільська рада | с. Мізяківські Хутори | с. Мізяківські Хутори с. Переорки с. Тютюнники | 12,400    |                 | 3320                   | 7                   |
| 22 | Некрасовська сільська рада          | с. Некрасове          | с. Некрасове                                   | 2,488     |                 | 890                    | 28                  |
| 23 | Оленівська сільська рада            | с. Оленівка           | с. Оленівка с. Олександрівка                   | 3,192     |                 | 1157                   | 25                  |
| 24 | Парпуровецька сільська рада         | с. Парпурівці         | с. Парпурівці с. Майдан-Чапельський с. Хижинці | 2,943     |                 | 2106                   | 10                  |
| 25 | Писарівська сільська рада           | с. Писарівка          | с. Писарівка с. Щітки                          | 2,286     |                 | 2630                   | 8                   |
| 26 | Побережненська сільська рада        | с. Побережне          | с. Побережне с. Кордишівка                     | 2,666     |                 | 1081                   | 26                  |
| 27 | Пултівецька сільська рада           | с. Пултівці           | с. Пултівці с. Махнівка с. Лисянка             | 3,460     |                 | 1914                   | 11                  |
| 28 | Сокиринецька сільська рада          | с. Сокиринці          | с. Сокиринці                                   | 1,940     |                 | 1275                   | 20                  |
| 29 | Сосонська сільська рада             | с. Сосонка            | с. Сосонка                                     | 0,377     |                 | 2368                   | 9                   |
| 30 | Стадницька сільська рада            | с. Стадниця           | с. Стадниця                                    | 3,630     |                 | 1291                   | 18                  |
| 31 | Степанівська сільська рада          | с. Степанівка         | с. Степанівка                                  | 2,843     |                 | 1329                   | 17                  |
| 32 | Широкогребельська сільська рада     | с. Широка Гребля      | с. Широка Гребля                               | 1,666     |                 | 599                    | 32                  |
| 33 | Якушинецька сільська рада           | с. Якушинці           | с. Якушинці с-ще Березина с. Зарванці          | 3,987     |                 | 6140                   | 4                   |

* Примітки: м. — місто, сел. — селище, с. — село

## Історія
Склад на 1 січня 1926:
| Сільрада               | Населені пункти                                                                           |
| ---------------------- | ----------------------------------------------------------------------------------------- |
| В.-Хуторянська         | с. В.-Хутори                                                                              |
| Бухоницька             | с. Бухоники, с. Черлинків                                                                 |
| Гавришівська           | с. Гавришівка, с. Телепеньки, с. Тяжилів                                                  |
| Коломієво-Михайлівська | с. Коломієво-Михайлівка                                                                   |
| Лаврівська             | с. Лаврівка, с. Дубова                                                                    |
| Луко-Мелешківська      | с. Лука-Мелешківська, с. М.-Чапельський, с. Парпурівці                                    |
| М.-Хуторянська         | с. Малі-Хутори                                                                            |
| М.-Крушлинецька        | с. М.-Крушлинці                                                                           |
| Пятничанська           | с. Пятничани, с. Сл. Пятничан.                                                            |
| Сокиринецька           | с. Сокиринці, с. Писарівка                                                                |
| Сосонська              | с. Сосонка                                                                                |
| Стадницька             | с. Стадниця, с. Сл. Стадницька                                                            |
| Староміська            | с. Старе-Місто                                                                            |
| Стрижавська            | м. Стрижавка, с. Переорки, с. Сл. Стрижавська                                             |
| Хижинецька             | с. Хижинці, с. Кайдачиха, с. Соловієвка, с. Щитки                                         |
| Шереметська            | с. Шереметка, п. Вишня, п. Людвиківка, с. Собарів                                         |
| Шкуринецька            | с. Шкуринці, с. Тютьки                                                                    |
| Янківська              | с. Янків, с. Цвіжин                                                                       |
| Ярошівська             | с. Ярошівка, с. Студиниця, с. Юрківці                                                     |
| Мизяково-Хуторянська   | с. Миз.-Хутори, с. Тарасівка, прис. Тютюнники, с. Байківка, прис. Банжули, прис. Дубовець |
| Якушинецька            | с. Якушинці, с. Лисогірка, с. Хмільова, с. Вовкотрубиха, с. Варшиця                       |
| Юзвинська              | м. Юзвин, с. Пултівці                                                                     |
| Медвежо-Вушківська     | с. Мед.-Вушко                                                                             |
| Майдано-Юзвинська      | с. Майдан-Юзвинський                                                                      |
| Ксаверівська           | с. Ксаверівка, с. Сл. Дашківецька                                                         |
| Широко-Гребельська     | с. Широка-Гребля                                                                          |
| Ільківська             | с. Ільківка, с. Ровець, с. Виступка                                                       |